# ウォセグスの戦い
ウォセグスの戦い（ウォセグスのたたかい、英:Battle of Vosges）またはオクセンフェルトの戦い（オクセンフェルトのたたかい、仏:Bataille de l'Ochsenfeld）は、ガリア戦争中の紀元前58年に、スエビ族出身のアリオウィストゥスが指揮を執るゲルマニア人とガリア総督ガイウス・ユリウス・カエサル率いるローマ軍の間で行われた戦いである。

## 開戦まで
ヘルウェティイ族との戦いに勝利を収めたカエサルは、服従させたハエドゥイ族らガリア人からの要請もあって、ガリアに居住し始めたゲルマニア人の勢力を抑える方針を固めた。カエサルはゲルマニア人のリーダーであったアリオウィストゥスに対して、これ以上ゲルマニア人をゲルマニアからガリアへと移住させないように申し入れた。
しかし、アリオウィストゥスは「マゲトブリガの戦い（またはアドマゲトブリカの戦い）での勝利によりガリア人より獲得した権利であり、カエサルには関係のないこと」としてこれを拒否した。そのため、カエサルはゲルマニア人を抑えるべく、アリオウィストゥスとの戦いを決意した。開戦前はローマ軍団兵の中で、軍歴の浅いものを中心としてゲルマニア人に対する恐怖が蔓延し、遺書を作成する者、適当な理由をでっち上げてローマへ戻ろうとする者、仲間と悲惨な境遇に泣き出す者、果てはカエサルに撤退を進言する者まで現れる始末であった。そのため、カエサルはケントゥリオより地位の高い全ての将兵を招集した上で、これらを一喝し戦意を回復させるのに必死であった様子がガリア戦記に記されている。
セクアニ族の本拠・ウェソンティオ（現：ブザンソン）へアリオウィストゥスが向かう知らせを受けたカエサルは、物資の蓄えの多い戦略上の要衝でもあったウェソンティオを制圧すべく行軍を急いだ結果、首尾よくウェソンティオを占領した。未だウェソンティオへ向って進軍中のアリオウィストゥス軍に対して、カエサル軍はウォセグス山脈（Vosegus mons, 現在のフランスのヴォージュ山脈）周辺で迎え撃った。
アリオウィストゥスは当初ローマ軍の補給路を断つ狙いであったが、ローマ側の誘いに乗って会戦に臨む事となった。カエサル軍が兵30,000（ローマ軍団6個軍団）および騎兵が4000（主にガリア騎兵）であったのに対して、ゲルマニア軍は兵数70,000（諸説有）および騎兵6,000（ゲルマニア騎兵）と数の上ではゲルマニア軍が優位にあった。

## 経過
カエサル軍は軍団・大隊・中隊の3軍構成を敷き、ゲルマニア軍の中でも比較的弱い部隊へと攻撃を集中させたものの、 数に勝るゲルマニア側も複数の隊列を密集体型で組んで応戦。ゲルマニア軍左翼の猛攻を浴びて、一時期はローマ軍右翼が劣勢であったが、プブリウス・リキニウス・クラッススが騎兵を率いてローマ軍右翼の支援に駆けつけて戦局を保った。その後、戦争開始から時間が経過してゲルマニア軍の攻撃が鈍ったところをローマ軍が全戦線で攻勢を掛け、ゲルマニア軍は支えきれずに散り散りとなってレヌス川（現：ライン川）方面へ潰走した。

## 結果
カエサル軍は騎兵を先頭にして、ゲルマニア兵の掃討戦を行い、ローマ軍によって多くの兵が殺戮された。アリオウィストスの妻2人と娘1人も殺害されたが、アリオウィストスはレヌス川を越えてゲルマニアへと逃れた。なお、アリオウィストスは生前中に2度とレヌス川を越境してローマ及びガリア領へと攻め込むことは出来なかった。
この勝利でカエサルはゲルマニアとの境界線を確保したことが、その後のレヌス川をリーメスとする政策へ繋がることとなった。